# Рух за багатопартійну демократію
Рух за багатопартійну демократію — замбійська політична партія. Від 1991 до 2001 року була урядовою, поки її лідер, Фредерик Чілуба був президентом країни.